# Гватемальско-испанские отношения
Гватемальско-испанские отношения — двусторонние дипломатические отношения между Гватемалой и Испанией. Государства являются членами Организации иберо-американских государств и Организации Объединённых Наций.

## История

### Испанское завоевание

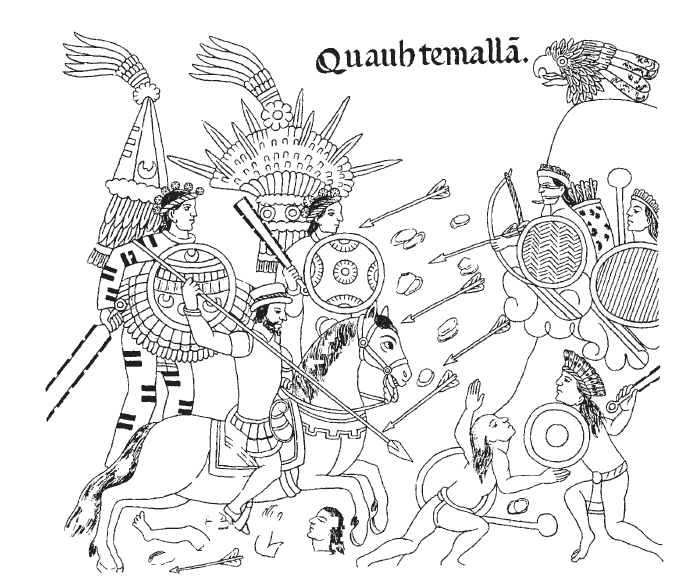
Испанское завоевание Гватемалы

В 1524 году первые испанские войска, прибывшие в Гватемалу, возглавил испанский конкистадор Педро де Альварадо. По прибытии на территорию испанцы обнаружили различные народы цивилизаций майя и науа. Испанцы с помощью местных союзников и войск тлашкальтеков начали постепенно завоёвывать народы Гватемалы. В первых крупных сражениях участвовали представители народности киче, которые потерпели поражение в марте 1524 года и их столица – Гумарках – пала. В 1525 году испанский конкистадор Эрнан Кортес, завоевавший Ацтекскую империю, прибыл в Тайясаль, чтобы подчинить мятежного Кристобаля де Олида, направленного для завоевания Гондураса. Эрнан Кортес вскоре вернулся в Новую Испанию после участия в сражениях.
Вскоре после завоевания южной части Гватемалы испанцы в 1557 году основали город Сантьяго-де-лос-Кабальерос-де-Гватемала, который должен был стать столицей генерал-капитанства Гватемалы. Вскоре испанские миссионеры отправились в Гватемалу, чтобы обратить коренное население в католицизм. В марте 1697 года испанцы полностью завоевали всю Гватемалу после падения Тайясаля. Генерал-капитанство Гватемала стало частью Новой Испании и управлялось вице-королём, проживающим в Мехико.

### Независимость
После вторжения Наполеона в Испанию начался распад её колониальной империи. В 1810 году Новая Испания, частью которой была Гватемала, провозгласила независимость от Испании. В 1821 году был принят Игуальский план, провозгласивший Мексику конституционной монархией. Гватемала провозгласила свою независимость 15 сентября 1821 года и решила присоединиться к Первой Мексиканской империи под руководством императора Агустина I.
В марте 1823 года Агустин I отрёкся от престола и Мексика стала республикой. Гватемала решила отделиться от Мексики 1 июля 1823 года, образовав вместе с Сальвадором, Гондурасом, Никарагуа и Коста-Рикой Соединённые провинции Центральной Америки. К ним не присоединилась гватемальская провинция Чьяпас, которая осталась в составе Мексики. В 1839 году Соединённые провинции Центральной Америки распались, и Гватемала стала независимым государством.

### После обретения независимости
В мае 1863 года Гватемала и Испания подписали Договор о мире, дружбе и признании. В 1920-е годы несколько сотен испанцев иммигрировали в Гватемалу. В 1960 году в Гватемале начиналась гражданская война между правительством и различными левыми повстанческими группировками, поддерживаемыми главным образом коренными народами майя и крестьянами-ладино. В сентябре 1977 года король Испании Хуан Карлос I посетил Гватемалу с официальным визитом, что стало его первой и единственной поездкой в эту страну в качестве короля.

### Сожжение посольства Испании в Гватемале
Ранним утром 31 января 1980 года группа гватемальских граждан из «Комитета крестьянского единства», к которому присоединились рабочие и студенты, вошла в посольство Испании в Гватемале. Протестующие заявили, что пришли к посольству мирно и проведут пресс-конференцию, на которой изложат свои претензии к правительству Гватемалы. Протестующие решили войти в посольство Испании, поскольку по их мнению эта страна им сочувствовала. В момент входа протестующих посол Испании Максимо Кахаль Лопес встречался в посольстве с бывшим вице-президентом Гватемалы Эдуардо Касересом.
Посол Испании встретился с протестующими и объявил правительству, что они надеются на мирные переговоры. Президент Гватемалы Фернандо Ромео Лукас Гарсия, полиция и правительственные чиновники немедленно провели совещание в Национальном дворце и решили силой выбить протестующих из посольства. Незадолго до полудня того же дня 300 вооружённых силовиков окружили здание и отключили электричество, воду и телефонные линии. Силовики вошли в здание и начали стрелять в протестующих, которые решили забаррикадироваться в разных кабинетах. Во время беспорядков на втором этаже посольства вспыхнул пожар, но полиция не позволила волонтёрам и пожарным войти в здание, чтобы спасти тех, кто оказался в ловушке. Во время пожара погибли 37 человек, в том числе бывший вице-президент Эдуардо Касерес и Висенте Менчу, отец будущего лауреата Нобелевской премии мира Ригоберты Менчу, а также протестующие и сотрудники посольства Испании. В результате пожара выжили только двое: посол Испании и протестующий Грегорио Юха́ Сона́, которые были доставлены в больницу для лечения.
1 февраля 1980 года 20 вооружённых людей вошли в больницу и похитили Грегорио Юха Сона. Позже был найден его изуродованный труп, на котором висела табличка с надписью, что следующим будет посол Испании Максимо Кахаль Лопес, который при содействии дипломатического персонала оперативно покинул Гватемалу. 2 февраля 1980 года Испания разорвала дипломатические отношения с Гватемалой из-за инцидента в посольстве и угроз в адрес дипломатического персонала.
В сентябре 1984 года Гватемала и Испания восстановили дипломатические отношения. В 1999 году Ригоберта Менчу выдвинула обвинения в пытках, геноциде, незаконном задержании и государственной поддержке терроризма бывшему президенту Риосу Монтту и четырём другим гватемальским генералам в отставке. Конституционный суд Испании постановил в 2005 году, что испанские суды могут судить обвиняемых в преступлениях против человечества, даже если жертвы не были испанцами по происхождению. В июле 2006 года испанский судья выдал ордер на арест Риоса Монтта и других лиц, обвинённых в массовом убийстве.

## Двусторонние соглашения
Между государствами подписан ряд двусторонних соглашений и договоров, таких как: Договор об экстрадиции (1895 год); Соглашение о защите промышленности и торговли (1925 год); Соглашение о двойном гражданстве (1961 год); Культурное соглашение (1964 год); Соглашение об отмене туристических виз (1968 год); Соглашение о воздушной перевозке (1971 год); Соглашение о техническом сотрудничестве (1977 год); Соглашение о сотрудничестве в области образования, культуры и спорта (1989 год) и Соглашение о защите инвестиций (1999 год).

## Культурное сотрудничество

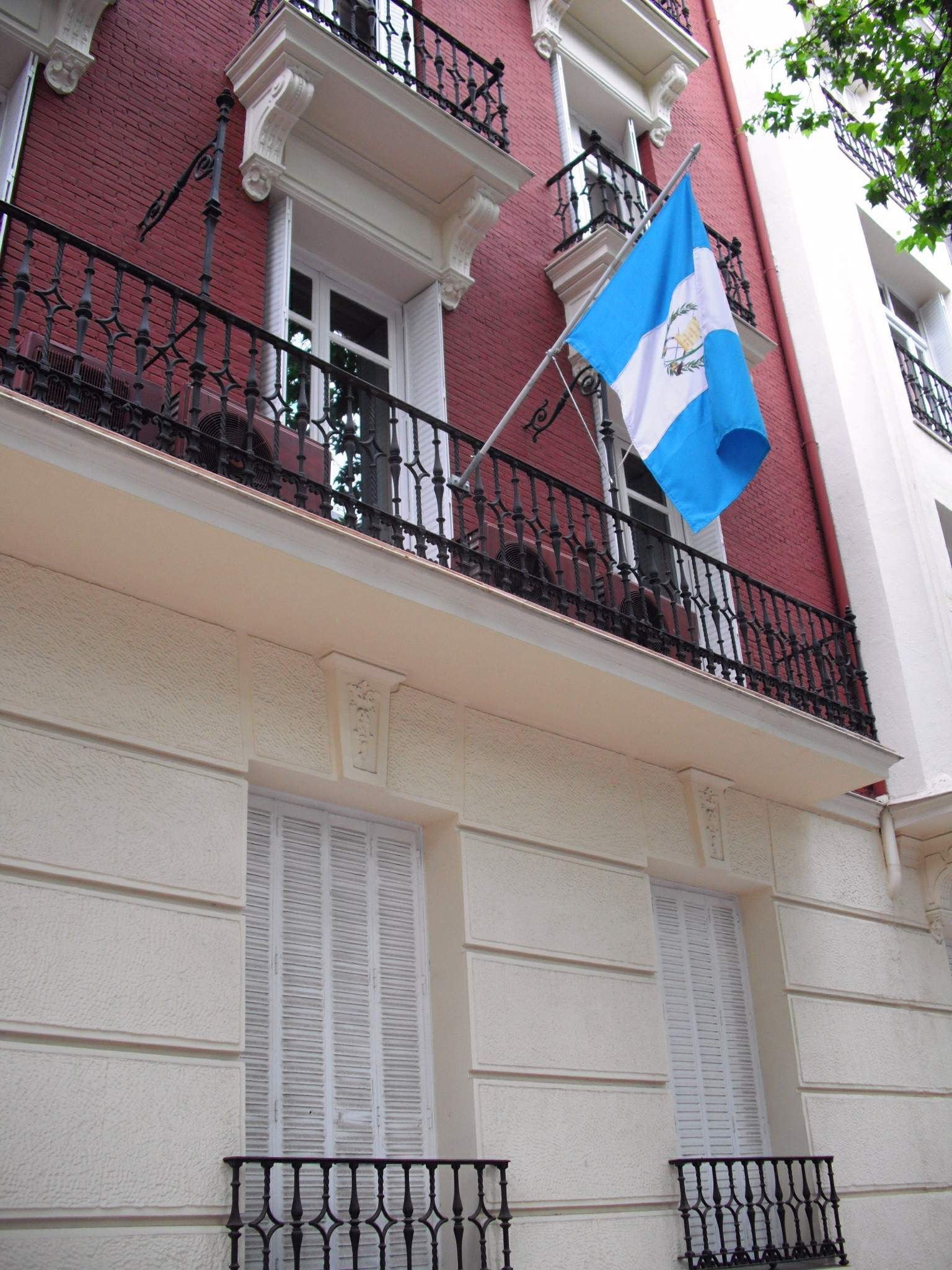
Посольство Гватемалы в Мадриде

Функционирует Испанский культурный центр в городе Гватемала и Учебный центр испанского сотрудничества в Антигуа-Гуатемала. Государства осуществляют культурный обмен, организовав выставки гватемальской и испанской культуры в своих музеях и галереях, способствуя развитию туризма. Соглашения о побратимстве были заключены между несколькими городами этих государств.

## Транспорт
Между государствами налажено прямое авиасообщение следующими авиакомпаниями: Iberia и Wamos Air.

## Торговля
В 2018 году объём товарооборота между государствами составил сумму 369 миллионов евро. Экспорт Гватемалы в Испанию: тунец, креветки, цинк, сахар, ром и кофе. Экспорт Испании в Гватемалу: машинное оборудование, лекарства, продукты питания, электрооборудование и сталь. Испания является пятым по величине иностранным инвестором Гватемалы (после США, Канады, Мексики и Колумбии). В 2018 году испанские инвестиции в Гватемале составили сумму 31 миллион долларов США. Испанские транснациональные компании, такие как Mapfre, Telefónica и Zara, представлены в Гватемале.

## Дипломатические представительства
- У Гватемалы есть посольство в Мадриде[16].
- Испания имеет посольство в Гватемале[17].